# Nocloa pilacho
Nocloa pilacho är en fjärilsart som beskrevs av Barnes. Nocloa pilacho ingår i släktet Nocloa och familjen nattflyn. Inga underarter finns listade i Catalogue of Life.